# Coleophora scolopacinella
Coleophora scolopacinella é uma espécie de mariposa do gênero Coleophora pertencente à família Coleophoridae.